# しょくぱんまん
しょくぱんまん（ラテン文字表記：Shokupan-man、Shokupanman）は、アンパンマン・シリーズに主要なメンバーとして登場する架空のキャラクター。声優は島本須美。
頭部が食パンでできている、空飛ぶ正義のヒーロー。紳士的性格のイケメンで、悪役ばいきんまんの仲間で本来なら敵対するはずの女の子ドキンちゃんから恋い慕われている。

## 初出
サンリオから出ていた月刊『いちごえほん』の「れんさいまんが　アンパンマン」（1976年9月号-1982年7月号）の第11話で、顔のパンがない状態で餓死寸前の漂流者を前に困ったアンパンマンを助けに「なかま」として登場（誕生場面は特にない）。同連載終了後、絵本『しょくぱんまん』（1982年9月）では単独主人公として登場している。ジャムおじさんのパン工場で生まれたと明記されたのはフレーベル館の雑誌『月刊キンダーメルヘン』の1980年（昭和55年）6月号に掲載された漫画「あんぱんまんとしょくぱんまん」で。映像での初登場は、テレビアニメ第3話Bパート「アンパンマンとしょくぱんまん」1988年（昭和63年）10月17日放映（関東エリア）。

## キャラクター

### 基本情報
アンパンマンの仲間の一人。アンパンマンやカレーパンマンの「兄弟」とも例えられる心優しいヒーロー。絵本では彼らと同じくジャムおじさんのパン工場で生まれたことになっているが、アニメでは「トースター山」という山で生まれたことになっている。しかし、カレーパンマンと同様、アニメ版では誕生時のエピソードは描かれていない。
ばいきんまんと同じように、一般では、片仮名で「ショクパンマン」と表記されることがある他、漢字仮名交じりの「食パンマン」という表記も見られるが、正式な表記は平仮名の「しょくぱんまん」である。なお、初期のクレジットタイトルでは「ショクパンマン」と表記されていることもあった。

### 外見
原作漫画版第35話では「ソフトなしょくぱんまん」と名乗っていた。イケメンの格好いいヒーローとして描かれている。頭部が食パンでできている。形は上が大きく膨らんだ「山型」で、1斤ではなくスライスされた1枚でできている。顔は白く（   ホワイトスモーク）、食パンの耳の部分は焼いたパンの色（■バーリーウッド）をしている。山型の山の部分だけ焼き色が濃くなっており（■ローシェンナ）、それがちょうど頭髪のように見える。顔の造りはスマイリーフェイス（ニコちゃんマーク）と同じシンプルな線で構成されているが、鼻筋が通った高い鼻はほかには無い特徴となっている。鼻の陰の色も焼いたパンの色（■）と同じ。口の中は焼いたパンと同じ色（■）になっている。上下一組の白い服に、白いマントを羽織っている。マントの裏地の色は錆青磁（■）の淡色。手袋とベルトとブーツと、そしてマントの紐も暗い赤色（■ファイアブリック）で、服の胸の部分には暗い赤色で「S」のマークがある（しょくぱんまん号にも同じマークがある）。眼は単純な黒い円で、黒目（虹彩）と白目（強膜）の区別は無く、眼球ハイライトも入らないのが基本形。両頬には、本来は幼児性の記号である円が入っているが、色は焼いたパンの色（■）になっている。
パンを届けている間はエプロンと白い手袋を装着することがある。原作では『月刊いちごえほん』版から登場しているが、現在とは異なり、カレーパンマンのように鼻が丸く、服の真ん中に「S」のマークではなく、アンパンマンのようなスマイリーフェイス（ニコちゃんマーク）を付けていた。

### 生活・仕事
ジャムおじさんのパン工場とは別に、トースター山の近くにしょくぱんまん専用のパン工場があり、そこで学校や町に配る食パンを作っている。交通手段は、後述する「しょくぱんまん号」と呼ぶトラック。一人暮らしのヤギおじさんなどの住人や町の学校にパンを届けている。カレーパンマンと同じく普段はどのような生活をしているかは不明。

### 性格・特徴
漫画版では普通に顔を食べられて首無し状態になってたり欠けている場面がある他、絵本版でも空腹の者には顔を太陽光で焼いてトーストにし、表面を剥がして提供するなどで食べさせることがあるが、アニメ版ではこういう場面は少なく「給食の食パンを届けに来る」ということが多い。
一人称は「わたし（私）」。ただし、テレビアニメ初期やキャラクターソングでは「僕」と言っている場合もある。普段は丁寧な言葉遣いで話すが、初期頃は普通に話すことが多かった。誠実だが、ナルシストの一面もあり、ばいきんまんとカレーパンマンにとって第一印象は非常に良くなかった。初登場回でかびるんるんに襲われ、カレーパンマンに放置されてしまうが、最終的には助けられた。しかし、それ以降もカレーパンマンとは対立を起こして喧嘩することも少なくない。強さとは「美しさ」と考えている。頭の回転も早く、味方（特にカレーパンマン）に助言することも多い。子供達には人気がある。
アンパンマン同様、顔に異常を来すと力が出なくなるが、ジャムおじさんに顔を焼き直してもらうと元気を取り戻せる。顔の交換の描写はカレーパンマンと同じく基本的に描かれることはない。また、服やマントが汚れても力が出なくなる。これは彼のイメージカラーである「白」の潔癖なイメージを強調するための弱点であり、それを補うためか、いつでも汚れを拭き取れるようにハンカチなどを携帯している。
カレーパンマンと同じく、食事するシーンが存在する。
芸術肌でもあり、人や風景を絵に描いたり演劇にも積極的に参加したりしている。そのため、台詞の滑舌もかなりうまい。唯一、悪役の演技は苦手としているが、その際にもばいきんまんの台詞や仕草から悪役らしい演技を研究するなど、芝居に関しては人一倍熱心な面もある。カレーパンマンと劇の主役を取り合うこともあるが、ほとんどの場合は主役を勝ち取る。しかし、映画版ではカレーパンマンと同様に、真っ先に強制変身にあったり固められたりと、やられ役や三枚目を演じさせられることが多い。作中では本人が登場しない回でもドキンちゃんの妄想内にのみ登場することも多い。雲などの白い物を見ると、「ああ、食パンのように美しい。」などと言うことがあり、カレーパンマンをあきれさせている。宝物は食パンがうまく焼けるトースターと、心の優しい女の子からもらったハンカチ。テレビアニメ第34話「アンパンマンとタータン」（1989年〈平成元年〉6月5日）では、アンパンマンの新しい顔も焼いていた。

### ドキンちゃんとの関係
基本的にしょくぱんまんはどんな女性キャラクターにも好意を見せない。しかし、ドキンちゃんに初対面で優しく接してから彼女に一方的に好意を寄せられている。ドキンちゃんは、騙すつもりで初めて会ったしょくぱんまんのイケメンぶりにドキドキしてしまって頬を朱く染め、その後の紳士的態度にすっかり「恋する乙女」になってしまった。しょくぱんまん自身はそのことに気づいているかは、今なお不明の状況が続いている。本編ではドキンちゃんに優しく接したり彼女からもらったプレゼントに喜ぶなど、好意があるかのような振る舞いも見られるが、やなせ曰く、それは「誰にでも優しいだけ」。義理堅い紳士的性格で、特にドキンちゃんに対しては助けてもらった恩は必ず返す。

## 得意技
しょくパンチ
しょくキック
シビレステッキ
ダブルパンチ
アンパンマンやカレーパンマンとの同時技。映画『とばせ! 希望のハンカチ』のヨゴスゾウ戦ではクリームパンダと共に使用した。
トリプルパンチ
アンパンマン・カレーパンマンとの同時技で強大な威力を誇る。テレビアニメ第107話「アンパンマンとなかゆび姫」（1990年〈平成2年〉11月5日）でだだんだん相手に初披露した時は「三色パンチ」と呼称。また、パワーアップバージョンの「スペシャルトリプルパンチ」という技もある。

## しょくぱんまん号
しょくぱんまんが学校などにパンを配達する時に使う、白いトラック。全長の割に幅と高さが大きく、運転席と荷室部分が別体でなく一体型の、いわゆるデリバリーバンに近い形状をしている。運転席には屋根にあたるパネルが無く、フロントガラスが上まで回り込んでいるのが特徴。荷室の側面には、しょくぱんまんの「S」のマークが赤く描かれている。それまで使用していたトラックをばいきんまんに壊されてしまったため、かんたんシスターズに、ばいきんまんの襲撃対策としてさまざまな戦闘機能を備えた新しいトラックを作ってもらった。右ハンドル車でワイパーも装備されている。車体の裏にはドキンちゃんがこっそり自身のステッカーを貼っている。映画第11作同時上映Aパート『おむすびまんと夏まつり』では、おむすびまんが運転した。「しょくバンパー」と呼ばれるバンパーを伸ばして攻撃したり、緊急加速用のロケットを装備していたり、タイヤと車体の間から長い脚が出てジャンプしたり、スクリューを出して水中・水上を走行したり、タイヤが吸盤になって壁や天井に貼りついたりと、アンパンマン号と同様に、多彩なギミックを備えている。
なお、このしょくぱんまん号は2代目で、初代しょくぱんまん号は「しょくぱんトラック」と呼ばれている。しょくぱんまん号のような特殊なギミックはなく、荷室が食パン（イギリスパン）の形を模したごく一般的な輸送車。テレビアニメ第100話「新しいしょくぱんまん号誕生」でばいきんまんに壊されてしまった。その後、かんたんシスターズと共に新たに作られたものである。

## 変装・変身
アンパンマンやカレーパンマンとは異なり、顔をほかの食材を使ったものや中身に他のものに変えることができないため変身キャラクターは少なめであるのが特徴。
しょくぱんウーマン
初登場回 - TV第366話A「ドキンちゃんのバレンタインデー」
ばいきんまんに「サカサマ花」の花粉をかけられ、女性にされてしまった状態のしょくぱんまん。力が弱くなり、さらに内股で走る。ドキンちゃんはこの姿を見て大ショックを受けるが、元に戻すために二人であらゆる手段を使い、くしゃみで花粉が飛び出たために元に戻った。
なお、「しょくぱんウーマン」という名称は便宜上の仮称であり、正式な名称は公式にも設定されていない。
しょくぱん黒騎士（しょくぱんくろきし）
初登場回 - TV第972話B「ホラーマンとあくびどり」
あくびどりの夢の中に登場した、黒い衣装に身を包み黒馬に跨った悪のしょくぱんまん。ドキンちゃん扮するドキン姫を攫い、ホラーマン扮するホラー王子と戦う。正体は食パンの国のしょくぱん王子で、悪い魔法で黒騎士にされていたが、ホラー王子との戦いに敗れたことで魔法が解けた。
ブラックしょくぱんまん
初登場回 - 映画「ロールとローラ うきぐも城のひみつ」
ロールパンナの悪の心が善の心に勝ってパワーアップしてしまったブラックロールパンナの力により、悪い心に支配されてしまったしょくぱんまん。ばいきんまんの命令に従い、アンパンマンを襲う。目がつり上がり、口調も乱暴になる。ドキンちゃんに言わせれば「ニヒルで素敵」。ドキンちゃんと鉄骨ホラーマンともどもバイキン草の雨を浴び、3人とも泥人形になってしまう。「ローラの雨」を浴びて元に戻ったが、顔が完全にふやけてしまった。

### 劇場版本編での強制変身・固め
上記のようにカレーパンマンと共に真っ先に強制変身や固めに遭う作品が多く、その頻度は最も多い。
第5作『恐竜ノッシーの大冒険』　固め（石）
第6作『リリカル☆マジカルまほうの学校』　変身（ぬいぐるみ） - 「しょくぱんまんにんぎょう」と称する。
第8作『空とぶ絵本とガラスの靴』　固め（ガラス）
第9作『虹のピラミッド』　変身（ピラミッド） - 「ピラミッドしょくぱんまん」と称する。
第10作『てのひらを太陽に』 固め（石）
第11作『勇気の花がひらくとき』 変身（鉄球）
第12作『人魚姫のなみだ』　変身（ヒトデ） - 「ヒトデしょくぱんまん」と称する。
第13作『ゴミラの星』　変身（泥人形） - 「しょくぱんまんの泥人形」と称する。
第16作『夢猫の国のニャニイ』　変身（ネコ） - 「ねこしょくぱんまん」と称する。
第17作『ハピーの大冒険』　変身（イモムシ） - 「しょくぱんまんいもむし」と称する。
第18作『いのちの星のドーリィ』　変身（かびるんるん） - 「しょくぱんまんかびるんるん」と称する。
第20作『妖精リンリンのひみつ』変身（花） - 「おはなしょくぱんまん」と称する。
第23作『すくえ! ココリンと奇跡の星』　変身（UFO） - 「UFOしょくぱんまん」と称する。
第26作『りんごぼうやとみんなの願い』　変身（リンゴ）
第27作『ミージャと魔法のランプ』 変身（魔法のランプ）
第28作『おもちゃの星のナンダとルンダ』　変身（ぜんまい式玩具）
第29作『ブルブルの宝探し大冒険!』　変身（塔）
第30作『かがやけ!クルンといのちの星』 変身（流れ星）
第31作『きらめけ!アイスの国のバニラ姫』　変身（アイスクリーム）　

## テーマソング、キャラクターソング
- おなじみしょくぱんまん

1989年（平成元年）3月20日にリリースされたキャラクターソング。歌はしょくぱんまん（声：島本須美）が担当。
- ぼくらはヒーロー

1996年（平成8年）7月31日リリース。歌はアンパンマン（声：戸田恵子）、カレーパンマン（声：柳沢三千代）、しょくぱんまん（声：島本須美）ほかが担当。「ほか」というのは、しょくぱんまんの独唱パートで入るドキンちゃん（声：鶴ひろみ）のこと。
- 夕日にむかって（映画バージョン）

2000年（平成12年）6月30日リリース。歌詞の異なるテレビアニメ・バージョンが、1989年（平成元年）9月25日放送の第50話「アンパンマンとゴミラ」で挿入歌として使われているが、ここで取り上げているのは映画『それいけ!アンパンマン 人魚姫のなみだ』の主題歌として作り直されたもの。同作品のヒロインのサニー姫（声：南果歩）が独唱するバージョンがあり、その別バージョンとしてしょくぱんまん（声：島本須美）とデュエットしている。
- すすめ！アンパンマン号

ドリーミングが歌った2011年（平成23年）11月23日リリース版の別バージョンとして、2016年（平成28年）12月20日にリリースされた「アンパンマンと仲間たち」バージョン。仲間たちの一人として合唱に加わっている。

## 人気
テレビアニメ『それいけ!アンパンマン』放送30周年特別企画として、アンパンマンシリーズのテレビアニメと映画 (cf. category) に登場した全キャラクターを対象とした人気投票「いちばん すきなの だあれ？」が2018年（平成30年）7月20日から8月20日まで行われた。結果は10月3日の「アンパンマンの日」に発表された。しょくぱんまんは第12位（得票数非公表）だった。

## オブジェ

しょくぱんまん像 / やなせたかしロードに設置されている石像の一つ。

アンパンマン・シリーズのキャラクターの姿を象ったオブジェは、日本各地にいくつか点在しており、わずかながらしょくぱんまんの像もある。作品の製作および配給の関係者が設置したもののほかにも、原作者にゆかりある地域に設置されているものなどがある。作品の関係者以外が設置したもののうちで、記載するに値するような経済的もしくは規模的に大掛かりなものを以下に挙げる。
石造りのものに関しては、高知市のものを例外として、大半は同じ規格で作られている（2020年時点）。それらの各キャラクターは御影石でできており、標準的な大きさのものは、頭頂高90センチメートル、全高約1.2 - 1.4メートル。右に画像で示した「やなせたかしロード」の石像もその一つである。
- しょくぱんまん像

宮城県仙台市宮城野区榴岡3-1-1に所在。
JR仙台駅東口ペデストリアンデッキから仙台アンパンマンこどもミュージアム&モール（2011年〈平成23年〉7月22日開業）まで伸びる約850メートルの歩道は、2017年（平成29年）8月3日付で「アンパンマンストリート」と命名されると共に、通り沿いには、駅に近いほうから順に、ばいきんまん、ドキンちゃん、メロンパンナ、アンパンマンの、計4体の石像が設置された。その後、2018年（平成30年）10月には仙台駅東口前にアンパンマン像が増設された。しょくぱんまん像が増設された時期は確認できない。
- しょくぱんまん像

高知県南国市駅前町3-2-24にある「やなせたかし・ごめん駅前公園」内に石像がある。いくつか設置されている小像の一つ。石造りのベンチの端っこにパン工場のヒーロー達が座っているという造形シリーズのアンパンマンバージョンで、アンパンマンやカレーパンマンも同じように設置されている。
- しょくぱんまん像

高知県南国市後免町にある「やなせたかしロード」（後免町商店街）内、「ごめん・よってこ広場」（後免町2-3-1）近くに所在。同じ商店街にはアンパンマン像などもある。石像は全部で7体を数えるが、これらは「やなせたかしロード」の命名に合わせて2009年（平成21年）に設置された。
- しょくぱんまん像

高知県高知市の中央街内に所在。中央街にはアンパンマンシリーズのキャラクターの石像が数多く設置されている。この地域では、標準サイズの像の横か斜め前方に小像を配置している例が多く、ドキンちゃん像としょくぱんまんの小像との組み合わせなどもある

## イメージキャラクター、コラボレーション等

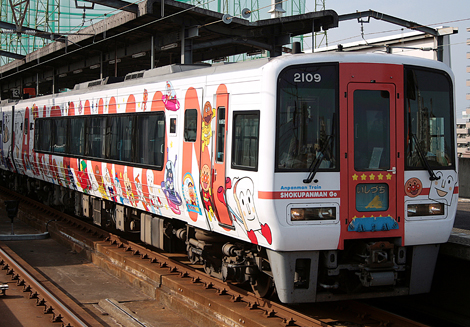
JR四国2000系 予讃線「いしづち」4代目「しょくぱんまん号」/ 最も目立つ箇所にしょくぱんまんが描かれている。2013年撮影。非現存。

### アンパンマン列車
四国旅客鉄道（JR四国）はJR四国2000系気動車にラッピングを施し、しょくぱんまんをテーマにした車両である「しょくぱんまん号」（2100形2109）を「予讃線アンパンマン列車」として2001年（平成13年）10月より運行していた。
2000系のアンパンマン列車は大きく予讃線系統と土讃線系統があり、予讃線には11両のアンパンマン列車が配属されていたが、2016年（平成28年）3月26日のダイヤ改正によってJR四国8000系電車で運行されることになり、「ばいきんまん号」を初め、大半の車両が予讃線の2000系アンパンマン列車から引退した。「しょくぱんまん号」もそのうちの1両で、ラッピングを解除され、一般色である四国色に戻された後、松山運転所から高知運転所に転属された。運行開始より何度かデザインが変更され、廃止直前のデザインは4代目だった。

### アンパンマンラッピングバス
アンパンマンシリーズとコラボレーションしている乗り物としては、上述のアンパンマン列車のほかにJR四国バスの「アンパンマンラッピングバス」があるが、しょくぱんまんをメインに扱った車両は存在せず、仲間たちの一人として描かれている。

## その他
- ばいきんまんによって人質などに取られた場合はドキンちゃんによって真っ先に人質を解除するが、これはドキンちゃんが「しょくぱんまん様をいじめるな」というから[38]。
- 近年は登場回数が減少している。担当声優の島本によれば最長で3ヶ月程出演が無かったことがあり、監督に問い合わせたところ監督自身も忘れていたと返された[39]。
- NHK 連続テレビ小説『あんぱん』では、若松次郎のモチーフとされている[40]。